# Wiesława Lech
Wiesława Aleksandra Lech, później Czepiec (ur. 20 października 1946 Krakowie) – polska gimnastyczka, olimpijka z Meksyku 1968.
Zawodniczka Wisły Kraków w latach 1957-1970. Pierwsze sukcesy odniosła jak juniorka zdobywając tytuł mistrzyni Polski w wieloboju w latach 1959, 1963, 1966.
Mistrzyni Polski seniorów w:
- wieloboju indywidualnym w latach 1967, 1969,
- w ćwiczeniach wolnych w roku 1967.

Uczestniczka mistrzostw Europy w:
- w roku 1966 w Amsterdamie podczas których zajęła 59. miejsce w wieloboju indywidualnym i 11. miejsce w wieloboju drużynowym,
- w roku 1969 w Landskronie podczas których zajęła 23. miejsce w wieloboju indywidualnym[1]

Na igrzyskach olimpijskich w 1968 roku zajęła:
- 10. miejsce w wieloboju drużynowym
- 38. miejsce w ćwiczeniach na równoważni
- 39. miejsce w ćwiczeniach na poręczach
- 42. miejsce w wieloboju indywidualnym
- 47. miejsce w ćwiczeniach wolnych
- 65. miejsce w skoku przez konia.

Po zakończeniu kariery sportowej działaczka sportowa oraz sędzia sportowy. Odznaczona srebrnym Krzyżem Zasługi.
Prywatnie matka polskiej koszykarki, olimpijki z Sydney 2000 Patrycji Czepiec.